# Edwin Howard Armstrong
Edwin Howard Armstrong (ur. 18 grudnia 1890, zm. 1 lutego 1954) – radiotechnik amerykański.
Od 1914 na Uniwersytecie Columbia, jako profesor od 1936. Prowadził prace dotyczące odbioru fal radiowych.  W 1912 wynalazł, a w 1914 opatentował odbiornik radiowy o zwiększonej czułości i selektywności, 5 lat później opracował zasady odbioru superheterodynowego. W 1922 skonstruował superreakcyjny odbiornik krótkofalowy. Badał walory modulacji częstotliwości.
Popełnił samobójstwo, skacząc z okna z 13 piętra. Przyczyną takiej decyzji były, jak wynika z napisanego przed śmiercią listu, ostatecznie przegrane, długoletnie procesy sądowe prowadzone z amerykańskimi koncernami. Koncerny te, mając na uwadze swoje interesy, skutecznie zablokowały możliwość opatentowania przez Armstronga swoich wynalazków.